# 朱坦
朱坦（1943年7月—），男，汉族，江苏靖江人，中华人民共和国环境学家、政治人物，南开大学教授、博士生导师，曾任天津市政协副主席，第九届全国人大代表，第十届全国政协委员。